# Park Narodowy Circeo
Park Narodowy Circeo (wł. Parco nazionale del Circeo) – park narodowy położony we Włoszech, położony wzdłuż wybrzeża Morza Tyrreńskiego, na południe od Rzymu.
Został założony w 1934 roku. Powierzchnia 8500 ha. Posiada zróżnicowany krajobraz: wydmy nadmorskie, przylądek Circeo, jezioro Sabaudia, tereny podmokłe. We florze dominują lasy dębowe z dębem korkowym, ostrolistnym, burgundzkim i szypułkowym oraz chruściną jagodną. Zbocza przylądka od strony morza porośnięte są jałowcem Juniperus phoenicia, natomiast na terenach podmokłych występują gatunki typowe dla środowisk słonych. Cechuje go bogata fauna ptaków, m.in.: rybołów, sokół wędrowny, bielik, warzęcha, czerwonak, żuraw oraz dość uboga fauna ssaków (około 20 gatunków), m.in.: dzik, daniel, sarna. Z gadów występuje m.in.: żółw śródziemnomorski, wąż stepowy, żmija żebrowana.